# لئونورا روفو
لئونورا روفو (ایتالیایی: Leonora Ruffo؛ ‏۱۳ ژانویهٔ ۱۹۳۵ – ۲۸ مهٔ ۲۰۰۷) بازیگر اهل ایتالیا بود.
از فیلم‌ها یا برنامه‌های تلویزیونی که وی در آن نقش داشته‌است، می‌توان به ولگردها و بسوز، پسر، بسوز اشاره کرد.